# Park Narodowy Islas de Santa Fe
Park Narodowy Islas de Santa Fe (hiszp. Parque nacional Islas de Santa Fe) – park narodowy w Argentynie położony w departamencie San Jerónimo w południowej części prowincji Santa Fe. Powstał 15 listopada 2010 roku po przekształceniu, istniejącego od 1968 roku, rezerwatu przyrody El Rico w park narodowy. Zajmuje obszar 40,96 km². W 2015 roku wraz z Parkiem Narodowym Pre-Delta został wpisany na listę konwencji ramsarskiej pod nazwą „Delta del Paraná”.

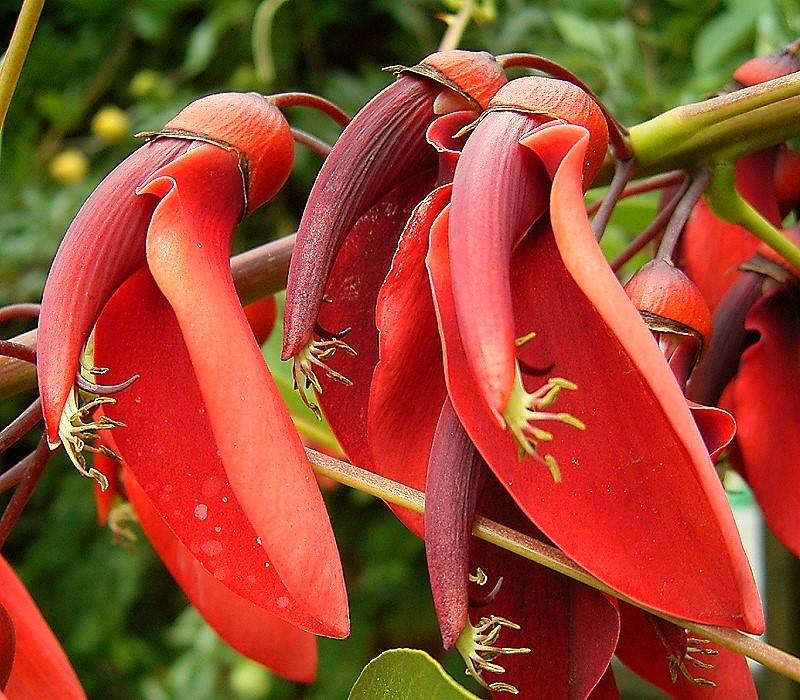
Erytryna grzebieniasta

## Opis
Delta Parany to rozległe tereny zalewowe i duża grupa wysp pokrytych gęstą roślinnością, tworzących sieć małych, wąskich i krętych kanałów. Park znajduje się w górnej części tej delty i obejmuje osiem wysp.
Średnie temperatury wahają się od +23 ºC latem do +13 ºC zimą. Roczne opady wynoszą od 800 do 1020 mm, skoncentrowane między styczniem a majem.

## Flora
Park znajduje się na terenie ekoregionu Delta e Islas del Paraná.
Na mokradłach rosną głównie grzybieniowce z gatunku Victoria cruziana, a nad brzegami wierzby z gatunku Salix humboldtiana. W najwyższych miejscach występują lasy łęgowe. Rośnie tu przeważnie erytryna grzebieniasta, Sapium haematospermum, Nectandra falcifolia, krocień z gatunku Croton urucurana, Acacia caven, Enterolobium contortisiliquum, Tessaria integrifolia.
Dużą powierzchnię zajmują łąki, gdzie rośnie trawa z gatunku Panicum prionitis oraz krzewy Baccharis spicata.

## Fauna
Ssaki występujące w parku to m.in.: kapibara wielka (symbol parku), nutria amerykańska, wydrak długoogonowy, dydelf białouchy, wydrówka rudawa, skunksowiec andyjski, grizon mniejszy, ocelot argentyński, jaguarundi amerykański, pancernik siedmiopaskowy.
Ptaki to m.in.: amazonetka, cudokaczka, hełmiatka różowodzioba, czapla zielonawa, ślepowron zwyczajny, ibis amerykański, wężówka amerykańska, lelkowiec długodzioby, myszołowczyk, błotniak długoskrzydły, karakara brązowa, aksamitek brodaty.
Gady i płazy żyjące w rezerwacie to m.in.: teju brazylijski, ropuchogłówka argentyńska, hydromeduza argentyńska, anakonda żółta, żabojad argentyński, wąż z gatunku Xenodon pulcher, żararaka urutu.